# Melchior Inchofer
Melchior Inchofer o Imhofer, en húngaro: Inchofer Menyhért (c. 1584 - 28 de septiembre de 1648) fue un jesuita austro-húngaro. Desempeñó un papel importante en el juicio de Galileo. Sus argumentos, publicados más tarde en su Tractatus Syllépticus, mostraron a Galileo como defensor del sistema copernicano. Su papel en el asunto Galileo está siendo revaluado a la luz de nuevas pruebas documentales. 

## Vida
Su padre era oficial de la administración del Ejército del Sacro Imperio Romano Germánico. Fue alumno durante los años 1605 y 1606 del Collegium Germanicum et Hungaricum de Roma, donde entabló amistad con alumnos, tanto húngaros como croatas. Esto, y el hecho de haber nacido en Hungría fueron los motivos por los que posteriormente se dedicó a la historia eclesiástica húngara. Regresó en 1606 a su casa, motivado por la idea de acercar de nuevo a su padre a la Iglesia católica. En 1607, de nuevo en Roma, entró en la Compañía de Jesús. En el catálogo de la provincia romana de 1611 apareció ya como sacerdote. Se desconoce qué pasó en su vida en los años siguientes; pero desde 1617, en Mesina, enseñó filosofía en un colegio, fue confesor (1624-1625) en la Casa Profesa y enseñó teología y matemáticas. En 1629 fue enviado a la curia generalicia de Roma hasta su muerte, y desde entonces solo se conoce una lista datada de 1646 con nombres de casas de las que era confesor. Fue probablemente consultor de congregaciones romanas de la curia papal. 
Su nombre aparece en una comisión del segundo proceso inquisitorial contra Galileo Galilei. En 1633 publicó en Roma un libro titulado Tractatus Syllepticus contra el movimiento de la tierra.
Entabló amistad con el teólogo jansenista Jean Bourgeois, que había sido enviado por los jansenistas para impedir la condena de la obra de Antoine Arnauld «La fréquente communión».
Escritor fecundo, entre sus obras se aluden dos: De Epístola B. Virginis Mariæ ad Messanenses, cuya autenticidad, Inchofer, defendía. La primera edición de 1629 en Mesina, fue puesta en el Índice de libros prohibidos (1633); en cambio, la segunda (1631), impresa una parte en Viterbo y otra parte en Roma, pasó por la censura sin reparos. Dignos de consideración son los Annales Ecclesiastici Regni Hungariæ (1644), que medio siglo después influyeron en la recopilación de fuentes de Gábor Hevenesi y en la floreciente historiografía eclesiástica húngara del siglo XVIII.
Una repetida denuncia proveniente de Venecia, adonde había ido a vivir Giulio Clemente Scotti tras abandonar Roma y la Compañía de Jesús, llevó a un proceso judicial contra Inchofer (juez delegado Sforza Pallavicino). Se le acusaba de haber mantenido correspondencia clandestina, para ayudar a Scotti en su obra de impugnación de la Compañía de Jesús, así como de redactar escritos contra el Instituto de la Compañía de Jesús, y de haber escrito el libelo infamatorio Monarchia Solipsorum, publicado en Venecia (1645), bajo el seudónimo de Lucio Cornelio Europeo. Inchofer admitió la segunda acusación, rechazó en conciencia la tercera, y se declaró culpable únicamente en el fuero externo de la primera y la tercera. Fue condenado a la carcel por un tiempo, a disposición del Preposito General de la Companía de Jesús. Tras un mes de ejercicios, le fue asignado el colegio de Monte Santo (hoy Potenza Picena), por estar en sitio saludable, y con un trato no riguroso. Dos meses después, la Congregación de religiosos anuló la sentencia y se le ofreció la cátedra de Sagrada Escritura de Brera en Milán. Pero, al serle imposible continuar su trabajo y bloqueada su vuelta a Roma, pidió pasar a otra Orden, y murió en el tiempo en que esperaba la resolución de su solicitud.